# Турманов Віктор Іванович
Ві́ктор Іва́нович Ту́рманов(*15 серпня 1945, (м.Грозний, Чечено-Інгушська АРСР) — народний депутат України, член Партії регіонів.

## Освіта
1981 р. — Комунарський гірничо-металургійний інститут, спеціальність — гірничий інженер, «Технологія і комплексна механізація підземної розробки родовищ корисних копалин»

## Трудова діяльність
1964 р. — тесляр фабрики гнутих меблів, тесляр будівельно-монтажного поїзда № 131, м. Грозний.
1964-1967 рр. — служба в армії
1967-1968 — тесляр пересувної механізованої контори № 2 «Чеченоінгушводбуд»
1968-1969 рр. — тесляр ЖКО хімзаводу ім. Петровського, м.Петровськ Луганської області
1969-1974рр. — учень робітника вибою, підземний кріпильник Яновського рудника, м.Красний Луч Луганської області
1974-1978рр. — на комсомольській роботі
1978р. — гірничий майстер ВО «Донбасантрацит», м. Красний Луч
1978-1982рр. — на профспілковій роботі
1982-1984рр. — на партійній роботі
1984-1995рр. — секретар, голова Краснолуцького теркому профспілки працівників вугільної промисловості
З 1995р. — заступник голови Центрального комітету працівників вугільної промисловості України
1998р. — голова Центрального комітету працівників вугільної промисловості України. 
2004-2005рр. - Довірена особа кандидата на пост Президента України В.Януковича в ТВО № 59 
Народний депутат України 4-го скликання 04.2002-04.06, виборчий округ № 59, Донецька обл., самовисування. За 26,33%, 22 суперника. На час виборів: голова ЦК профспілки працівників вугільної промисловості України, б/п. Член фракції «Єдина Україна» (05.-06.2002), член фракції «Регіони України» (06.2002-09.05), член фракції Партії «Регіони України» (з 09.2005), голова підкомітету з питань вугільної промисловості Комітету з питань паливно-енергетичного комплексу, ядерної політики та ядерної безпеки (з 06.2002).
Народний депутат України 5-го скликання з 04.2006 від Партії регіонів, № 25 в списку. Член фракції Партії регіонів (з 05.2006), голова підкомітету з питань вугільної промисловості Комітету з питань паливно-енергетичного комплексу, ядерної політики та ядерної безпеки; член Політради Партії регіонів.
Народний депутат України 6-го скликання з 11.2007 від Партії регіонів, № 26 в списку. На час виборів: нар. деп. України, член ПР
10 серпня 2012 року у другому читанні проголосував за Закон України «Про засади державної мовної політики», який, на думку опозиційних депутатів, суперечить Конституції України, не має фінансово-економічного обґрунтування і спрямований на знищення української мови. Закон було прийнято із порушеннями регламенту.